# Eutrichota nigrifemur
Eutrichota nigrifemur är en tvåvingeart som först beskrevs av Stein 1918.  Eutrichota nigrifemur ingår i släktet Eutrichota och familjen blomsterflugor. Inga underarter finns listade i Catalogue of Life.